# 東亞共同體
東亞共同體（英語：East Asian Community，缩写：EAC），是一個設想中的區域合作組織，2009年日本曾試圖推廣此構想，效仿歐洲聯盟，在東亞、南亞、大洋洲建立緊密合作。

## 歷史
第二次世界大戰時期，日本曾提過大東亞共榮圈等概念。
1967年東南亞國家協會成立，針對越南作為反共產黨的宣示，1997年發展為東協自由貿易區，並在其建議下，2005年成立東亞峰會。東亞峰會和東協的關係不甚明朗。
2009年日本政府在競選期間提出東亞共同體。
日本外務省被視為較為積極推動的一方。自民黨及民主黨均在政綱中提到在東亞地區建設一個共同體的構想。特別是在政黨中提倡「與亞洲共生」的民主黨更為屬意。日本國外則主要由韓國的保守政治家所提倡。這個構想曾在ASEAN+3、印度、澳洲、紐西蘭參加的2003年第9屆東盟峰會上作為議題。2009年10月10日，第二次中日韓領導人會議在北京舉行，敲定未來合作大方向：共建東亞共同體。大多數的贊成者主張應先朝向東亞地區共同的經濟圈作為目標，然後再以歐元作為榜樣導入區域貨幣。這是從「流通貨幣」到區域貨幣作為的一籃子貨幣概念的構想。但也有憲政民主、市場經濟以及漢字文化等共同價值觀的意見。
然而2011年以後中日雙方因釣魚台問題遭到阻礙、2012年安倍晉三再度執政後關係更形惡化，此議逐漸沉寂，現已不活躍。

## 回應

### 赞成意見
時任中共中央政治局常委兼中華人民共和國副主席的习近平在2009年12月14日访问日本前表示，日本首相鸠山由纪夫提出建立东亚共同体，显示了日本政府重视东亚区域合作的积极姿态。这一构想符合亚洲一体化进程的大趋势，也是包括中日两国在内本地区各国共同追求的目标。构建东亚共同体是一个系统工程，既要立足现实，又要着眼长远。当前最重要的是各国应加强对话沟通，形成共识。

### 反對意見
- 反對方認為，與大日本帝国1940年代提倡成立的大東亞共榮圈過於相似，違反讓東亞各方在對等立場下均能參加的國際組織的主張。而贊成方認為，國際政治的現實就是強權政治，應從開始就信任「國家之間的對等立場」的樂觀想法。
- 中国大陸的发展程度不均衡，日本本身排外的心态，朝鮮半島的殖民地历史都成为东亚共同体成长的障碍。东亚虽然在文化区域上都是儒家文化的范围，但受意识形态和西化浪潮影响，凝聚力不够，尤其是朝鮮和中国大陸与日本南韩的政治模式之间的矛盾。[4]

## 相关人物

### 構想
- 中曾根康弘──東亞共同體評議會會長
- 鳩山由紀夫──日本前內閣總理大臣
- 藪中三十二──參與者

### 批判者
- 中西輝政
- 古森義久
- 中川八洋

### 研究者
- 村山富市
- 福田康夫
- 野田佳彥

## 外部連結
- 東亞共同評議會 （页面存档备份，存于）（日語）
- 東亞共同體與經濟連動協定 （页面存档备份，存于）（町村信孝著）（日語）